# 新・ボクらの太陽
『新・ボクらの太陽 逆襲のサバタ』は2005年7月28日にコナミより発売されたゲームボーイアドバンス用ゲームソフト。ジャンルはアクションRPG。ボクらの太陽シリーズの第3作目にしてGBAでの最終作である。海外版は発売されていない。

## システム
おおまかなシステムは前作に近く、舞台もサン・ミゲルの街を拠点としてゲームを進めていく。街の設備も前作同様、店、鍛冶屋、図書館や時計塔、銀行、スミレの家といった施設が利用できるが、徒歩では移動せずに家から出たらスクロールするアイコンでマップ上の移動したい場所を選択する形式となっている。
ダンジョン間の移動も例外ではなく、町の外に出てから選択する形式である。ダンジョンは前作のような街の近郊ではなく、街とダンジョン間の移動にはバイクを用いるようになり、エキサイトバイクのような横スクロールで途中に障害物や敵、回復アイテム、段差によるジャンプなどを乗り越えて目的地のダンジョンにたどり着くようになった。もちろん辿り着く前にHPがゼロになればやり直しとなる。バイク移動中のステータスはHPとエネルギーの２つがあり、太陽センサによる太陽光の強さに依存してエネルギーが自動的に回復し、このエネルギーで加速や敵・障害物を攻撃することができる。敵もバイクに乗って攻撃してくるなどするほか、敵や障害物に当たるとHPが減っていく。HPがゼロになるまでに目的地にたどり着けば、ダンジョンに挑戦できる。
レベルについても前作の要領で、レベルが上がるとカラダ（HPが上がる）、ココロ（太陽銃のエネルギー容量があがる）、チカラ（直接攻撃武器の攻撃力が上がる）の各ポイントを自分の好きなようにステータスに割り振ることができるが、最大レベルにしても全能力MAXにすることはできない。また、周回プレイも可能であるが所持アイテムや各種データなどが持ち越されるだけで、レベルはリセットされる。このためいろいろな育て方による様々なプレイスタイルでプレイすることができる。
大きな変更点として注目すべきはトランスである。敵に攻撃する、されるなどしてトランスゲージがたまっていき、これが最大となると変身して一定時間戦うことができる。トランス中はアクションも専用のものとなる。
敵がレアアイテムをドロップするようになったため、アイテム収集プレイも楽しめる。また、特定の条件を満たしてランダムで出現する、いわゆる通常の敵の変種であるレア・エネミーも存在し、強さは強力であるが倒せばレアアイテムが入手できることもある。また、一度クリアしたダンジョンは"任務"として再び挑戦することができ、制限時間以内に脱出・探索・敵の全滅のいずれかを開始時に選び、達成するとレアアイテムが入手できる。
ほかにも闘技場として中ボスやボスキャラクターと連続で戦う闘技場にもゲーム終盤に挑戦できる。また、何かを極めることによって、称号も入手できる。
ある条件を満たすとぬいぐるみが入手でき、自宅（スミレの家）に飾ることができ、それぞれにある特殊効果がある。

### 戦闘
戦闘システムについては武器が太陽銃と剣のみになり、その他の武器が廃止された。太陽銃は初代ボクらの太陽に近く、フレームとレンズを組み合わせて使うことができる。ただしエネルギーは精神エネルギーに依存するため、ステータス『ココロ』を上げないと容量が上がらない。逆に夜にしかプレイできないなどの理由で剣メインで戦うのであれば、ココロはあまり上げないといった戦略も有効であろう。
直接攻撃武器については剣のみになったものの、剣の種類が直剣、曲剣、刀、長剣、大剣と5種類あり、すべてモーションが異なるため前作の直接攻撃武器に近い要領で使い分けられる。剣についてはそれぞれが装備レベルに制限が掛けられており、レベルを上げないと強力な武器を使うことができない。
また、頭・胴・腕・足にも装備をすることができ、さまざまな効果をもった装備品が存在する。

### バイク
移動時にはバイクを用いるようになったが、他の武器や装備品同様、バイクのパーツもゲームが進むことによっていろいろな方法で入手でき、それらを組み合わせて自由にカスタマイズできるほか、街の施設であるガレージで一度クリアしたダンジョンまでの道を再びプレイしたり、これで優秀な成績でクリアすれば更にレアアイテムがもらえるなどする。

## ダンジョン一覧
閉ざされた牢獄
最初のダンジョン。脱出すればクリアである。ボスはいない。
死灰の街
最初に挑戦する本格的ダンジョン。ボスは伯爵。攻撃方法なども前作までと同様である。前作までのようにパイルドライバーを利用しないと倒せない。
古の大樹
名前通り樹の中のダンジョンであり、植物系モンスターなどが登場する。太陽ゲージが大きいと風が強まり、上の階では、転落してゲームオーバーになるエリアがある。ボスはフレスベルグ。
白き森
雪が降り積もる森が舞台である。氷の上のブロックを動かすパズルなどもある。ボスはサバタ。
海賊の島
海賊島が舞台であり、骸骨の敵や艦船の内部などを冒険する。ボスはニーズホッグで、2形態存在する。第一形態では海賊船同士の砲撃戦で、自らも船に乗り込んで備え付けられた砲台を攻撃することによって発射される大砲で敵を攻撃する。第二形態では本体との戦いとなる。
暗黒城
初代ボクらの太陽に登場した暗黒城だが内部形状は異なっている。各階ごとにそれ以前のダンジョンに似たエリアをクリアしていくことによって進んでいける。ボスはラタトスク。
楽園
ラストダンジョン。月面の街からはじまり、地下に進んでいって最深部でボス戦となる。ボスはラスボス、ヴァナルガンド。倒すとバイクで月面から脱出しなければならない。
闘技場
ある条件で利用できるダンジョン。中ボスやボスと連戦、倒せば報酬としてレアアイテムが得られる。

## 登場人物
ボクらの太陽の登場人物を参照

## ロックマンエグゼとのクロスオーバー
ロックマンエグゼ6との通信によって互いに対戦が出来るモードである。勝利するとレアアイテムが入手できる。

## ガリガリ君とのコラボ
ガリガリ君とのコラボにより、ある条件を満たすとゲーム内でガリガリ君を回復アイテムとして購入することができる。ゲーム内であたりが出るともう1本もらえる。